# Lycodes adolfi
Lycodes adolfi är en fiskart som beskrevs av Nielsen och Fosså, 1993. Lycodes adolfi ingår i släktet Lycodes och familjen tånglakefiskar. Inga underarter finns listade i Catalogue of Life.